# ヤンキー漫画
ヤンキー漫画（ヤンキーまんが）は、日本の漫画のジャンルの内、ヤンキー（不良）を主題にした漫画作品。不良漫画（ふりょうまんが）とも称される。
ヤンキー漫画の中でも、暴走族を主題にした作品に関しては暴走族漫画を参照のこと。

## おもな作品

### ヤンキー・不良を主題とする作品
- 嗚呼!!花の応援団、熱笑!! 花沢高校（どおくまん）
- OUT（原作：井口達也・作画：みずたまこと）
- A-BOUT!（市川マサ）
- あばれ花組（押山雄一）
- WIND BREAKER（にいさとる）
- エンジェル伝説（八木教広）
- 押忍!!空手部（高橋幸二）
- 男一匹ガキ大将、硬派銀次郎、山崎銀次郎（本宮ひろ志）
- 男組、男大空（原作：雁屋哲・作画：池上遼一）
- ガクラン八年組（しもさか保）
- 神奈川磯南風天組（かずはじめ）
- CUFFS 〜傷だらけの地図〜（東條仁）
- カメレオン（加瀬あつし）
- ギャングキング（柳内大樹）
- QP、クローズ、WORST（髙橋ヒロシ）
- 今日から俺は!!（西森博之）
- 京四郎（樋田和彦）
- 工業哀歌バレーボーイズ（村田ひろゆき）
- クローバー（平川哲弘）
- GOLD、サムライソルジャー（山本隆一郎）
- ゴリラーマン（ハロルド作石）
- 疾風伝説 特攻の拓（佐木飛朗斗）
- シャコタン☆ブギ（楠みちはる）
- シュガーレス（細川雅巳）
- 湘南純愛組!、BAD COMPANY（藤沢とおる）
- SHONANセブン（原作：藤沢とおる・作画：高橋伸輔）
- 湘南爆走族、荒くれKNIGHT（吉田聡）
- 私立極道高校、激!!極虎一家、魁!!男塾、曉!!男塾 青年よ、大死を抱け（宮下あきら）
- セブン☆スターシリーズ（柳内大樹）
- ダンコン、フジケン、ナンバMG5、ナンバデッドエンド（小沢としお）
- 伝説の頭 翔（原作：夏原武・作画：刃森尊）
- TWO突風!（原作：藤井良樹・作画：旭凛太郎）
- TOKYO TRIBE、TOKYO TRIBE2（井上三太）
- ドロップ（原作：品川ヒロシ・作画：鈴木大・キャラクターデザイン：高橋ヒロシ）
- ナニワトモアレ（南勝久）
- ノイローゼ・ダンシング、ガガガガ（山下ゆたか）
- BØY（梅澤春人）
- BADBOYS、BADBOYS グレアー、莫逆家族、女神の鬼（田中宏）
- BAD BOY MEMORY（岡村茂）
- 花のあすか組!、ロンタイBABY（高口里純）
- 番長連合（阿部秀司）
- ビー・バップ・ハイスクール（きうちかずひろ）
- VF-アウトサイダーヒストリー-（林崎文博）
- 不良少年（大橋薫）
- Hey!リキ（永田晃一・髙橋ヒロシ）
- ホットロード（紡木たく）
- 箕輪道伝説、ウダウダやってるヒマはねェ!（米原秀幸）
- 名門!多古西応援団（所十三）
- ヤンキー烈風隊、新ヤンキー烈風隊、コンポラ先生、コンポラキッド（もとはしまさひで）
- Let'sダチ公（原作：積木爆・作画：木村知夫）
- ろくでなしBLUES（森田まさのり）
- ワルボロ（原作：ゲッツ板谷・作画：花岡暁生）

### ヤンキー以外の要素も強い作品
ギャグ漫画、学園漫画、スポーツ漫画、格闘漫画、SF漫画などを含む。
- 愛と誠（原作：梶原一騎・作画：ながやす巧）
- 蟻の王（原作：塚脇永久・作画：伊藤龍）
- エリートヤンキー三郎（阿部秀司）
- オイ!! オバさん（いづみかつき）
- 俺様ティーチャー（椿いづみ）
- ガチ博士のヤンキーラボラトリー（真右衛門）
- SWOT（杉田尚）
- ごくせん（森本梢子）
- 金剛番長（鈴木央）
- サイコメトラーEIJI、でぶせん（原作：安童夕馬・作画：朝基まさし）
- 魁!!クロマティ高校（野中英次）
- ジゴロ次五郎、くろアゲハ（加瀬あつし）
- 新・信長公記〜ノブナガくんと私〜（甲斐谷忍）
- SLAM DUNK、リアル（井上雄彦）
- GTO、仮面ティーチャー（藤沢とおる）
- Gメン（小沢としお）
- たのしい甲子園  (大和田秀樹)
- DEMONS STAR（原作：阿部秀司・作画：ミクニシン）
- でろでろ  (押切蓮介)
- 天使な小生意気、道士郎でござる、お茶にごす。（西森博之）
- 天上天下、エア・ギア（大暮維人）
- 東京卍リベンジャーズ（和久井健）
- 奴隷区‐GANG AGE-（原作：岡田伸一・作画：黒田高祥）
- バリハケン（鈴木信也）
- ぶっちぎり（中原裕）
- プリティフェイス（叶恭弘）
- 無頼男 -ブレーメン-（梅澤春人）
- BLEACH（久保帯人）
- 不良愛煙家集団ヤニーズ（哲弘）
- ひめドル!!（今日和老）
- べるぜバブ（田村隆平）
- 暴力探偵（東田裕介）
- まりもの花 〜最強武闘派小学生伝説〜（原作：秋元康・作画：香純裕子）
- ヤンキー君とメガネちゃん、山田くんと7人の魔女（吉河美希）
- ヤンキーフィギュア（ミッチェル田中）
- 横浜ばっくれ隊（楠本哲）
- 六道の悪女たち（中村勇志）
- ROOKIES（森田まさのり）